# Stefan Shundi
Stefan Shundi (ur. 1906 w Tiranie, zm. 1947 tamże) – albański publicysta, dramaturg, krytyk literacki i działacz sportowy.

## Życiorys
W 1927 roku współzałożył Sportklub Tirana; pełnił w nim funkcję sekretarza, a w latach 1933-1936 był jego właścicielem.
W 1929 roku wziął w Holandii udział w ceremonii ku czci Lodewijka Thomsona. Pod pseudonimami Gjergj Kuka oraz Nichts w latach 30. i 40. udzielał się jako publicysta dla czasopism Minerva, Arbënia, Shkëndija oraz Leka, a w latach 1941-1943 wydawał promujący turystykę miesięcznik Drini.
Po ukończeniu studiów we Włoszech wrócił do Tirany, gdzie do swojej śmierci pracował jako prawnik .

## Twórczość[8][a]
- Dy titanët – Skënderbeu e Moisi Golemi
- Nanë moj
- Votra e gjyshit – shënime historike
- Kalorësi i vdekjes ose Kostandini e Geruntina (1937)